# Amen.
Pour les articles homonymes, voir Amen (homonymie).
Pour plus de détails, voir Fiche technique et Distribution.
Amen. est un film franco-germano-roumain réalisé par Costa-Gavras, sorti en 2002. Il s'agit d'une adaptation cinématographique de la pièce de théâtre Le Vicaire (Der Stellvertreter) de Rolf Hochhuth, critiquant l'inaction du pape Pie XII durant la Seconde Guerre mondiale, en particulier devant les persécutions des Juifs.
Amen. est présenté en compétition officielle à la Berlinale 2002. L’année suivante, il est nommé sept fois à la 28e cérémonie des César et obtient le César du meilleur scénario original ou adaptation.

## Synopsis
A l'approche de la Seconde Guerre mondiale, Adolf Hitler et les nazis organisent l'Aktion T4, extermination déguisée de personnes handicapées physiques et mentales, menée de 1939 à août 1941. Malgré les hésitations de la hiérarchie catholique (notamment du cardinal Adolf Bertram, président de la Conférence de Fulda, qui temporise, estimant qu'il n'y a pas assez de preuves pour protester) l'évêque de Münster, Clemens August von Galen, affronte publiquement le régime nazi dans un sermon prononcé le 3 août 1941, qui connaît un énorme retentissement en Allemagne et à l'étranger, et qui conduit Hitler à décider l'arrêt de l’Aktion T4, le 24 Août 1941. L’Aktion T4 aurait fait en un an et demi d’existence au moins 70 000 victimes,.
Durant la Seconde Guerre mondiale, un officier allemand de la SS, chimiste fournissant les camps d'extermination en Zyklon B, Kurt Gerstein, cherche à alerter le Vatican du génocide dont les Juifs sont alors victimes. Ricardo Fontana, jeune jésuite conseiller auprès du nonce apostolique en poste à Berlin et dont la carrière s'annonce prometteuse, lui prête l'oreille. Ils se rendent à Rome, Ricardo pensant que le fait que son père soit un haut dignitaire dans la hiérarchie laïque du Vatican les aidera à convaincre Pie XII de la nécessité d'une condamnation sans ambiguïté des crimes nazis à l'égard des Juifs. Mais leurs initiatives pour tenter d'interrompre la Shoah ne trouveront pas d'écho auprès des hautes autorités étrangères ou religieuses.
De désespoir, et en signe de révolte devant la passivité de la hiérarchie catholique, Ricardo Fontana accompagne les Juifs de Rome lorsque ceux-ci sont raflés malgré l'arrangement trouvé par le pape Pie XII (qui pensait avoir acheté leur protection en échange de 50 kg d'or collecté par les Juifs, et qui fait cesser la poursuite de la rafle), et déportés à Auschwitz pour y trouver la mort. Quant à Kurt Gerstein, il tente en vain de faire sortir son ami jésuite du camp d'extermination. A la fin de la guerre, il finira inculpé par les Alliés de crimes de guerre par les Alliés, car ceux-ci ne peuvent croire en sa bonne foi. Ce qui n'est pas le cas du médecin commandant du camp d'extermination, se présentant comme « bon catholique », qui fera jouer ses relations avec certains prélats au Vatican - comme l'évêque Alois Hudal (qui a réellement existé) chargé des réfugiés allemands et autrichiens en 1944 et pronazi - et obtiendra par leur intermédiaire un visa pour l'Argentine.

## Fiche technique
- Titre original : Amen.
- Réalisation : Costa-Gavras
- Scénario : Costa-Gavras et Jean-Claude Grumberg, d'après la pièce Le Vicaire (Der Stellvertreter) de Rolf Hochhuth
- Costumes : Édith Vesperini
- Photographie : Patrick Blossier
- Montage : Yannick Kergoat
- Musique : Armand Amar et Laurent Levesque (arrangements)
- Production : Claude Berri, Pierre Grunstein, Andrei Boncea (en) et Michèle Ray-Gavras
- Sociétés de production : Canal+, K.G. Productions, KC Medien, Katharina, Renn Productions et TF1 Films Production
- Distribution : Pathé Distribution (France)
- Pays de production :  Allemagne,  Roumanie et  France
- Langues originales : anglais, allemand, italien et français
- Genre : drame, historique
- Durée : 135 minutes
- Dates de sortie :
  - Allemagne : 13 février 2002 (Berlinale - sélection officielle)
  - France : 27 février 2002
  - Allemagne : 30 mai 2002

## Distribution
- Ulrich Tukur (VF : Samuel Labarthe) : Kurt Gerstein
- Mathieu Kassovitz : Riccardo Fontana
- Ulrich Mühe (VF : Pierre Arditi) : le docteur[N 4]
- Michel Duchaussoy : le cardinal
- Ion Caramitru (VF : Michel Aumont) : le comte Fontana
- Marcel Iures : le pape Pie XII
- Friedrich von Thun : le père de Kurt Gerstein
- Antje Schmidt (de) : Madame Gerstein
- Hanns Zischler : Grawitz
- Sebastian Koch : Rudolf Höss
- Erich Hallhuber (de) : Von Rutta
- Marina Berti : la princesse
- Angus MacInnes : Tittman
- Bernd Fischerauer : l'évêque von Galen
- Justus von Dohnányi : le baron von Otter
- Günther Maria Halmer : le pasteur Dibelius
- Ovidiu Cuncea : Štefan Lux
- Michael Mendl : l'évêque Hudal
- Horațiu Mălăele : Karl Fritzsch
- Pierre Franckh : le pasteur Wehr

## Production
Les scènes censées se dérouler au Vatican ont en fait été tournées dans le palais du Parlement de Bucarest. Le tournage a également lieu à Sibiu et dans les MediaPro Studios de Bucarest. Certains extérieurs sont tournés au palais de Mogoșoaia. Pour les scènes tournées à Rome, on peut notamment reconnaître certaines rues du ghetto, la piazza Mattei et la fontaine des Tortues, ainsi que le palais Mattei di Giove, qui figure la demeure du comte Fontana.

## Accueil

### Accueil critique
Sur l'agrégateur américain Rotten Tomatoes, le film récolte 67 % d'opinions favorables pour 49 critiques. Sur Metacritic, il obtient une note moyenne de 57⁄100 pour 19 critiques.
En France, le site Allociné propose une note moyenne de 3,4⁄5 à partir de l'interprétation de critiques provenant de 17 titres de presse.

## Distinctions

### Récompenses
- Prix Lumières 2003 : meilleur film[10]
- César 2003 : meilleur scénario original ou adaptation[11].

### Nominations
- César 2003 : meilleur film, meilleur réalisateur pour Costa-Gavras, meilleur acteur pour Mathieu Kassovitz, meilleure musique écrite pour un film pour Armand Amar, meilleure photographie pour Patrick Blossier et meilleur son pour Dominique Gaborieau et Pierre Gamet[10]

## Commentaire

### Scène d'introduction
La scène d'introduction du film montre le suicide de l'activiste juif Štefan Lux en pleine session de la Société des Nations en 1936.

### Analyse
Directement inspiré de la pièce de théâtre Le Vicaire de Rolf Hochhuth, le film en reprend la dénonciation de l'attentisme qu'il prête au Vatican face à la Shoah. La version présentée par Costa-Gavras a été très critiquée bien au-delà du cercle de l'Église catholique,,,.
Costa-Gavras met cependant plus l'accent que le dramaturge allemand sur la passivité également coupable des Alliés, en particulier les États-Unis, dont l'ambassadeur à Rome est présenté comme un lâche qui se retranche derrière la passivité du Vatican, et qui refuse toutes les demandes de Ricardo Fontana pour faire détruire les camps par l'armée américaine — ou même pour faire jouer les moyens de propagande des Alliés afin d'avertir le peuple allemand du sort réservé aux Juifs à l'Est.
Plusieurs épisodes du film ne figurent pas dans la pièce de Hochhuth et sont tirés de la biographie détaillée de Kurt Gerstein écrite par Pierre Joffroy et publiée en 1992, L'Espion de Dieu. La passion de Kurt Gerstein.
À l'inverse, Costa-Gavras a coupé de nombreux passages de la pièce. Après la première du film à Berlin, où il était présent, Rolf Hochhuth a déclaré : « Je n'avais que des mots, le cinéaste possède l'image. Ce qu'a filmé Costa-Gavras est bien plus fort que ma pièce. En supprimant, contre mon avis, une partie des scènes avec le pape, il rend très forte la solitude inaccessible de Pie XII. Il a eu raison, j'avais tort. »

### Affiche
L'affiche qui entremêle la croix chrétienne et la croix gammée a été élaborée par Oliviero Toscani, auteur d'affiches pour la société Benetton, qui a également eu l'idée du titre du film. Celle-ci a aussi provoqué l'indignation d'une partie de la communauté catholique, au point que plusieurs organisations ont introduit une action en vue d'interdire l'affiche auprès du Tribunal de grande instance de Paris. Elles ont été déboutées,. D'après François-Guillaume Lorrain du magazine Le Point, « Cette dénonciation de l'attentisme prétendu du Vatican face à la Shoah déclenche la colère de certains milieux catholiques. Une action, déboutée, tente de faire interdire l'affiche ».